# K-14現像

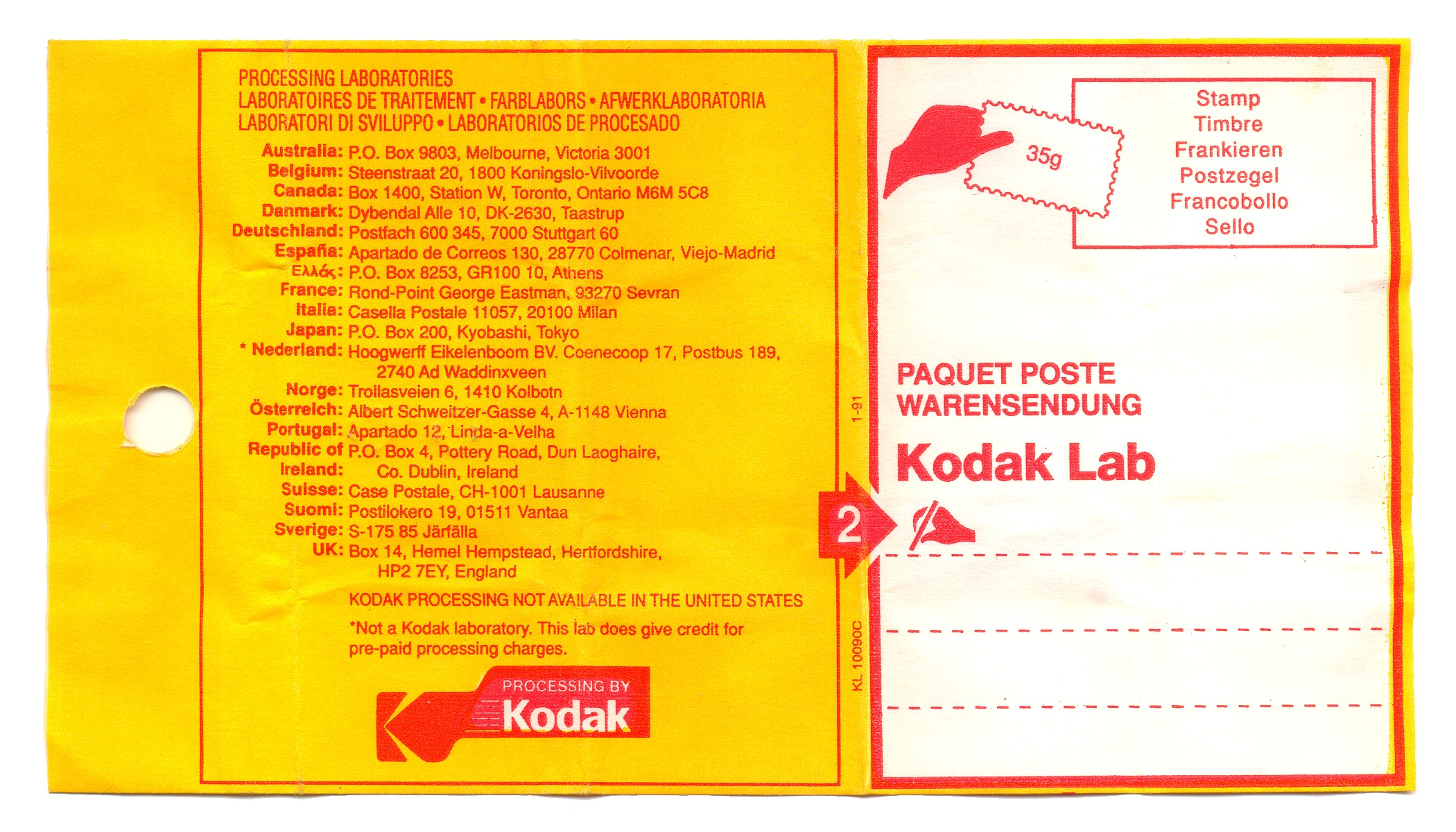
アメリカ合衆国外でコダック純正K-14現像を行うための現像所への宛先。

K-14現像（ケイじゅうよんげんぞう）は、カラー写真における、かつてコダックが製造販売したリバーサルフィルムであるコダクロームを現像する方法である。K-14プロセス（英語: K-14 process）、K-14処方（ケイじゅうよんしょほう）とも呼ぶ。同現像処方の最終バージョンはK-14Mである。
2010年（平成22年）12月30日、カンザス州のドウェインズ・フォトが世界最後の業務的K-14現像を行った。

## 略歴・概要

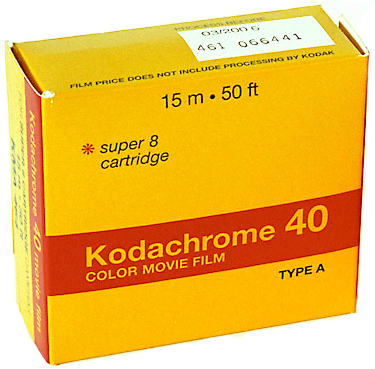
コダクローム40。生産終了品。

K-14現像は外式リバーサルカラー方式の処方であり、E-6現像などの内式の処方とは、工程の複雑さと長さの点で、大きく異なる。コダクローム（外式カラーリバーサルフィルム）には、フィルムに染料結合が存在しない。染料結合の反応によって、それぞれの色の染料が現像工程における段階において生成されるのである。
コダクロームのフィルム上の階層は、表面から順に、
1. 青感光性層（イエロー）
2. イエローフィルター
3. 青/緑感光性層（マゼンタ）
4. 青/赤感光性層（シアン）
5. アセテート製支持体（アセチルセルロース）
6. レムジェットバッキング（ハレーション防止層（英語版））[5]

であり、それに即した現像が行われる。
売上高の減少にともない、コダックは2009年（平成21年）、「コダクローム64」フィルムとともにK-14現像用の現像液等の薬品の生産を終了した。ドウェインズ・フォトは、全世界において最後までコダクロームに対するK-14現像を行っていたが、翌2010年末にK-14現像についてのすべての業務を終了した。

## 対象フィルム

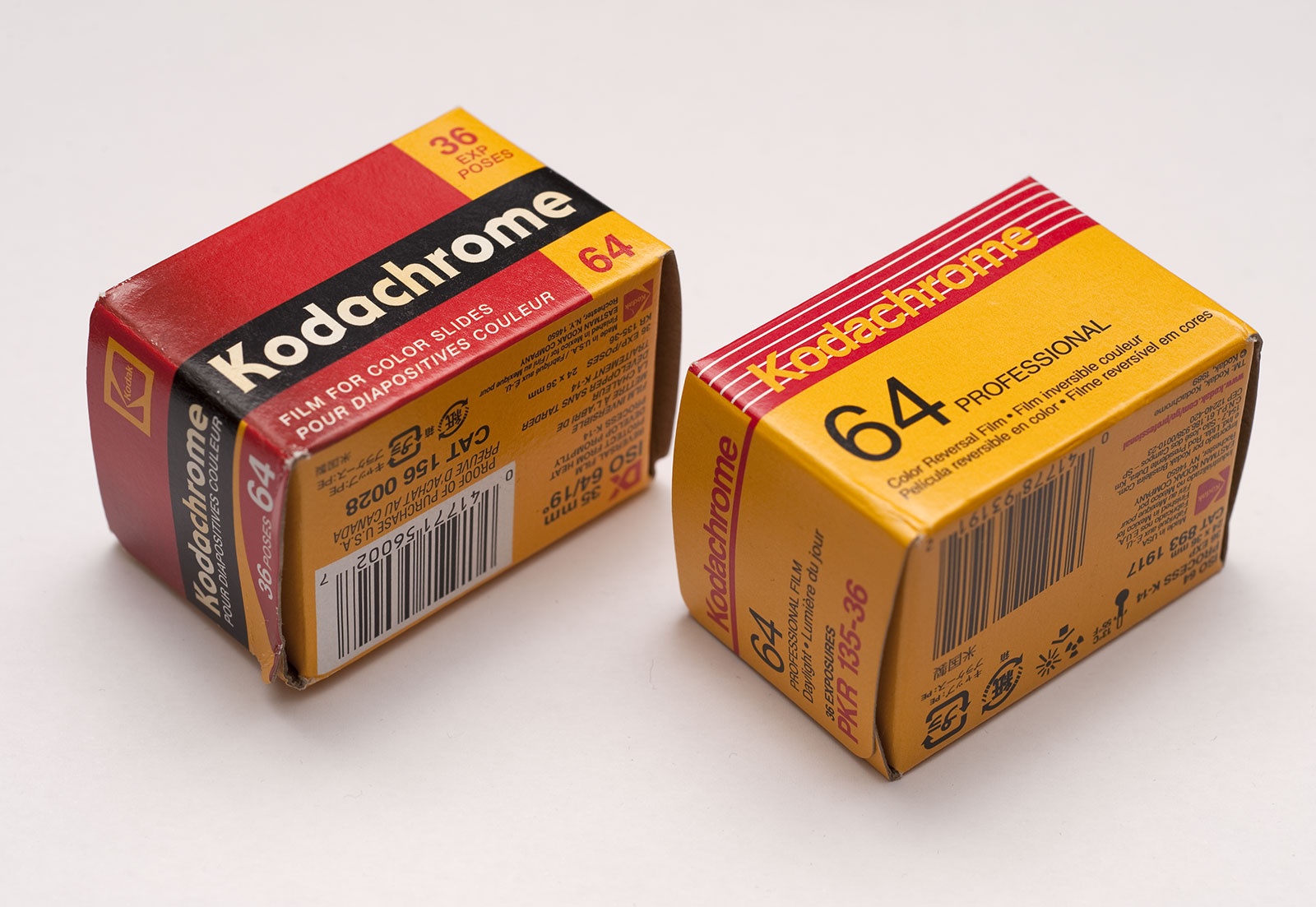
コダクローム64と同プロフェッショナル。生産終了品。

K-14現像が対象とするフィルムは以下の通り（K-14Mバージョン）。写真フィルムだけではなく、小型映画用の16mmフィルム、スーパー8mmフィルムも含む。2012年現在ではすべて製造終了している。
- コダクローム25 - デイライトタイプ、5073
- コダクローム64プロフェッショナル - 5033
- コダクローム64 - デイライトタイプ、5032
- コダクローム200プロフェッショナル - 5002
- コダクローム200 - デイライトタイプ、5001

## 工程
以下は、コダックが指定する処方である（K-14Mバージョン）。
|    | K-14現像           | E-6現像          |
| -- | ------------------ | ---------------- |
| 1  | バッキング除去浴   |                  |
| 2  | バッキング除去水洗 |                  |
| 3  | 第一現像           | 第一現像         |
| 4  | 第一水洗           | 第一水洗、反転浴 |
| 5  | 赤反転露光         | 発色現像         |
| 6  | シアン現像         | 発色現像         |
| 7  | シアン現像水洗     | 発色現像         |
| 8  | 青反転露光         | 発色現像         |
| 9  | イエロー現像       | 発色現像         |
| 10 | イエロー現像水洗   | 発色現像         |
| 11 | マゼンタ現像       | 発色現像         |
| 12 | マゼンタ現像水洗   | 発色現像         |
| 13 | 調整浴             | プレ漂白         |
| 14 | 漂白               | 漂白             |
| 15 | 定着               | 定着             |
| 16 | 最終水洗           | 最終水洗         |
| 17 | 最終洗浄           | 最終洗浄         |
| 18 | 乾燥               | 乾燥             |